# Příbraz
Příbraz (en allemand : Przibras) est une commune du district de Jindřichův Hradec, dans la région de Bohême-du-Sud, en République tchèque. Sa population s'élevait à 267 habitants en 2020.

## Géographie
Příbraz se trouve à 12 km au sud-ouest de Jindřichův Hradec, à 35 km à l'est-nord-est de České Budějovice et à 120 km au sud-sud-est de Prague.
La commune est limitée par Stráž nad Nežárkou au nord et à l'est, par Chlum u Třeboně au sud, par Stříbřec au sud-ouest et par et Pístina à l'ouest.

## Histoire
La première mention écrite du village date de 1518.

## Source
- (cs) Cet article est partiellement ou en totalité issu de l’article de Wikipédia en tchèque intitulé « Příbraz » (voir la liste des auteurs).